# Relativistisk kvantkemi
Inom relativistisk kvantkemi förklaras egenskaper och struktur hos, speciellt de tyngre, grundämnena i det periodiska systemet genom en kombination av relativistisk mekanik med kvantmekanik. Relativistiska effekter är skillnaderna mellan värden erhållna med modeller som tar hänsyn till relativitetsteori och med sådana som inte gör det. Dessa effekter blir allt viktigare ju högre kärnladdning (och -massa) ett grundämne har och förekommer därför i ökande grad med stigande atomnummer. 
De relativistiska effekterna kan betraktas som störningar på eller avvikelser från icke-relativistiska modeller härledda från lösningar till Schrödingerekvationen. Dessa avvikelser beror på elektronernas hastighet i förhållande till ljushastigheten (genom lorentzfaktorn i den speciella relativitetsteorins ekvationer). När kärnladdningen ökar så ökar också kärnans attraktionskraft på elektronerna. Denna ökade attraktionskraft leder till ökad hastighet hos elektronerna och för de elektroner som ligger närmast kärnan blir dessa hastigheter så höga att märkbara relativistiska effekter uppstår.
Ett exempel på en egenskap som låter sig förklaras med relativistiska effekter är färgen på guld. Hos guld minskar bredden på energigapet till det fria ledningsbandet (på grund av att energin hos 5d-elekronerna höjs minskar den energi som krävs för att de skall exciteras), vilket hos silver (liksom guld i grupp 11, men i perioden ovanför) absorberar ultraviolett ljus, så att energifattigare blått ljus absorberas (vilket gör att vi upplever komplementfärgen till blått, det vill säga gult).
Ett annat fall som låter sig förklaras med relativistiska effekter är kvicksilvers låga smältpunkt (som beror på sänkt energi hos 6s-elektronerna, vilket minskar attraktionen mellan kvicksilveratomerna). Enligt en beräkning gjord 2013 sänks kvicksilvers smältpunkt med 105 K på grund av relativistiska effekter.